# Elisabeth Woerner

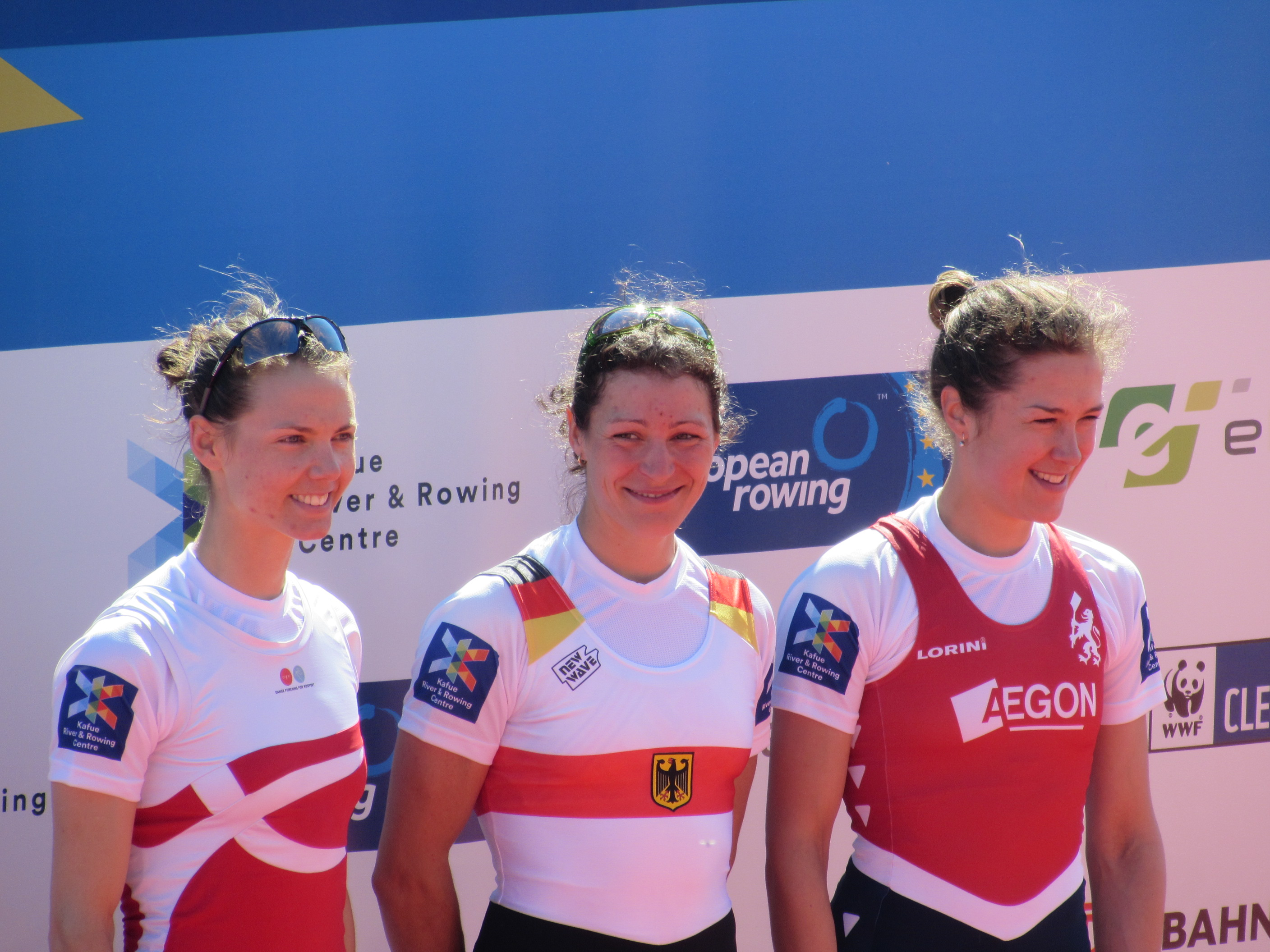
Elisabeth Woerner (rechts) bei der Siegerehrung der Ruder-EM 2016

Elisabeth Woerner (* 8. März 1990) ist eine ehemalige niederländische Leichtgewichts-Ruderin.
Elisabeth Woerner belegte bei den U23-Weltmeisterschaften 2009 den vierten Platz mit dem Leichtgewichts-Doppelvierer. 2011 erreichte sie zusammen mit Lieve Leijssen im Leichtgewichts-Doppelzweier ebenfalls den vierten Platz, die beiden gewannen 2012 die Silbermedaille. 2013 trat Woerner mit Joanneke Jansen bei den Europameisterschaften an und belegte den achten Platz. Bei den Weltmeisterschaften 2013 erreichte Woerner mit Maaike Head den sechsten Platz. Woerner und Head traten auch bei den Europameisterschaften 2014 zusammen an und belegten den fünften Platz. Bei den Weltmeisterschaften im gleichen Jahr ruderte Elisabeth Woerner mit Mirte Kraaijkamp, Maaike Head und Ilse Paulis im Leichtgewichts-Doppelvierer und gewann den Weltmeistertitel. Auch 2015 belegten Woerner und Head im Leichtgewichts-Doppelzweier den fünften Platz bei den Europameisterschaften. Bei den Weltmeisterschaften 2015 erhielten Anne Marie Schonk, Mirte Kraaijkamp, Elisabeth Woerner und Marie-Anne Frenken die Bronzemedaille im Leichtgewichts-Doppelvierer. In die Olympiasaison 2016 startete Woerner zusammen mit Ilse Paulis im Leichtgewichts-Doppelzweier mit einem vierten Platz beim Ruder-Weltcup in Varese. Für die Europameisterschaften 2016 wechselte Woerner in den Leichtgewichts-Einer, in dieser Bootsklasse gewann sie die Bronzemedaille hinter der Deutschen Anja Noske und der Dänin Aja Runge Holmegaard.